# Венера (космическая программа)
«Венера» — серия советских автоматических межпланетных станций (АМС) для изучения Венеры и космического пространства.
По мере получения новых данных о Венере в конструкцию аппаратов вносились изменения с целью приспособить их к экстремальным условиям планеты. До начала космических исследований основной моделью Венеры была землеподобная планета с океанами жидкой воды, сокрытыми за плотной атмосферой, поэтому первые версии аппаратов обладали запасом плавучести, позволявшим им не утонуть в предполагаемом венерианском океане, а последние были способны сохранять работоспособность при температуре свыше 700 К и давлении свыше 90 атмосфер. В своём последнем полёте этот аппарат выдержал 740 К, впоследствии он перестал передавать информацию и сгорел.
Для запусков венерианских АМС использовалась универсальная схема межпланетных полётов. Первые 3 ступени выводили космический аппарат вместе с разгонным блоком (4 ступенью) на низкую орбиту, где он какое-то время двигался по орбите искусственного спутника Земли. Затем включался разгонный блок, который ускорял станцию до второй космической скорости и отделялся, отправляя её в межпланетный полёт. При необходимости, в полёте проходила коррекция траектории при помощи КДУ — корректирующей двигательной установки.
Для связи с космическими аппаратами использовался Центр дальней космической связи.
В честь программы названа земля Венеры (лат. Venera Terra) на Плутоне (название утверждено МАС 30 мая 2019 года).

## 1ВА

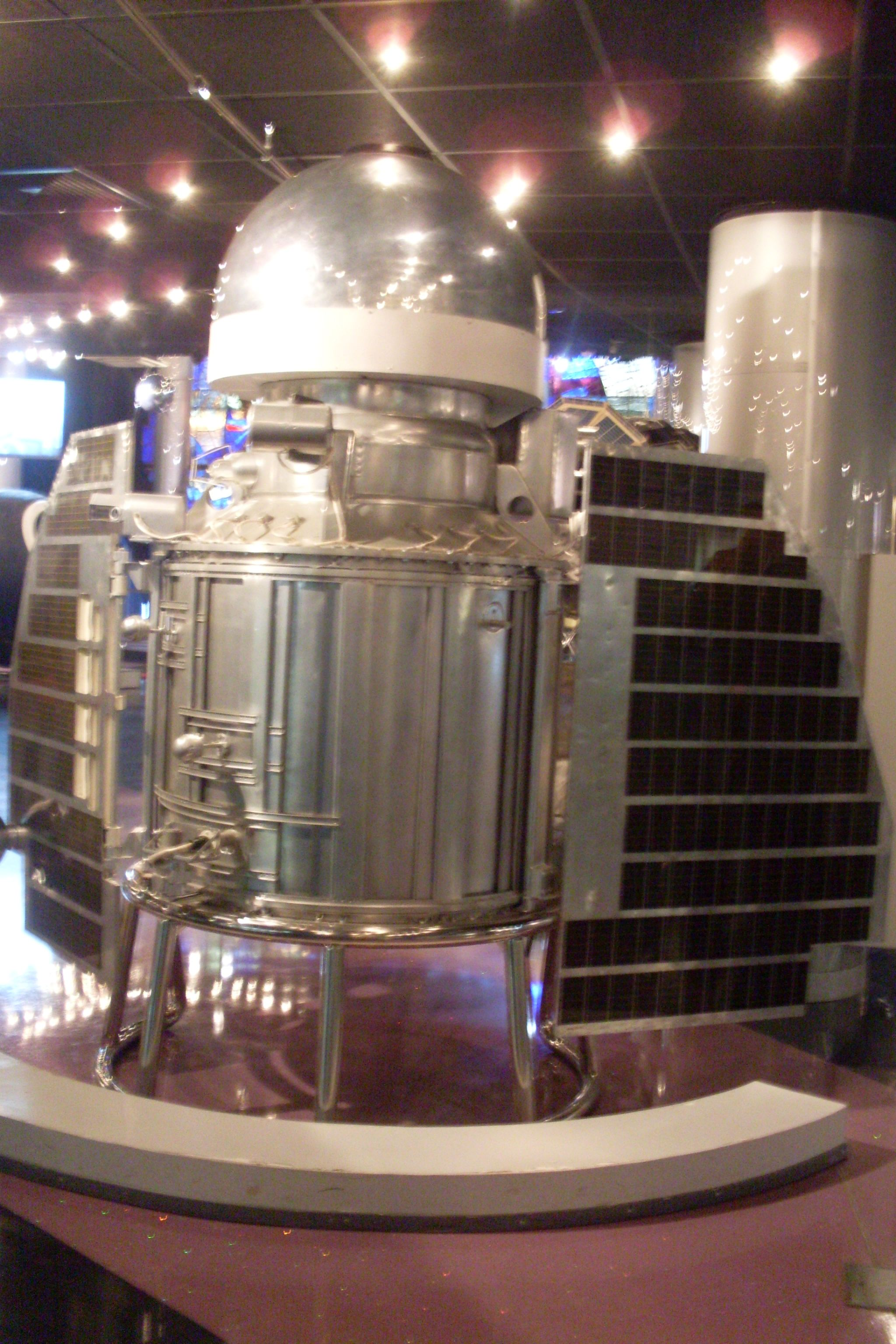
Макет АМС «Венера-1»

Первое поколение венерианских АМС серии 1ВА (ретроним; до появления последующих поколений обозначались как «Объект „В“») было разработано ОКБ-1 для запуска в стартовое окно январь-февраль 1961 года. Целью космических кораблей было попадание на поверхность континентальной Венеры или в её предполагаемый океан. Теплозащита была лишь у сферы в верхней части аппарата, внутри которой располагалась медаль с гербом Советского Союза, с одной стороны, и изображение схемы полёта Земля-Венера, с другой стороны. Кроме того, станции должны были выяснить, существует ли у Венеры магнитное поле, и передать данные о межпланетной среде (уровень радиации, частота встречи с метеороидами и так далее), которые способствовали бы проектированию будущих космических кораблей для высадки на Венеру.
Для запусков 1ВА использовалась четырёхступенчатая ракета-носитель «Молния» (8К78).
При запуске 1ВА № 1 в конце работы третьей ступени произошёл отказ машинного преобразователя постоянного тока в переменный (ПТ-200). Выяснилось, что он не был предназначен для работы в вакууме. Как только это стало известно, то преобразователь тока, установленный на 1ВА № 2, был помещён в герметичный контейнер. Вскоре после запуска станция 1ВА № 1 сгорела в атмосфере Земли над Сибирью, а спускаемый аппарат затонул в одной из сибирских рек. В официальном сообщении ТАСС аппарат получил наименование «Тяжёлый спутник 01». Несколько лет спустя в реке Бирюсе была обнаружена медаль в защитном корпусе, которая была должна попасть на поверхность Венеры. В результате она была возвращена главному конструктору ОКБ-1 Сергею Павловичу Королёву, а тот подарил её Борису Евсеевичу Чертоку, участвовавшему в разработке АМС.
Запуск 1ВА № 2 прошёл успешно — аппарат вышел на траекторию межпланетного перелёта к Венере. Однако, в полёте произошёл перегрев системы постоянной солнечной ориентации, обеспечивающей ориентацию солнечных батарей на Солнце, а следовательно и снабжение электроэнергией всех систем АМС. Станция перешла в режим пониженного энергопотребления и отключила большинство бортовых устройств, которые не были необходимы на всём пассивном участке полёта. Одной из таких систем была система бортовых приёмников, которая в режиме энергосбережения включалась раз в 5 суток для проверки наличия сигнала с Земли. На десятый день полёта станция перестала отвечать на сигналы и была потеряна.
Через три месяца полёта, так и не восстановив связь, космический аппарат пролетел мимо цели на расстоянии около 100 000 км и продолжил полёт, как искусственный спутник Солнца.
| Название                     | Дата запуска | Стартовая площадка    | Ракета-носитель | NSSDC ID  | SCN   | Статус        | Примечания                                                                                |
| ---------------------------- | ------------ | --------------------- | --------------- | --------- | ----- | ------------- | ----------------------------------------------------------------------------------------- |
| Тяжёлый спутник 01 (1ВА № 1) | 04.02.1961   | Байконур, Пл. 1, ПУ-5 | Молния № Л1-12  | 1961-002A | 00071 | сход с орбиты | АМС утеряна из-за аварии разгонного блока.                                                |
| Венера-1 (1ВА № 2)           | 12.02.1961   | Байконур, Пл. 1       | Молния          | 1961-003A | 00080 | потеря связи  | Станция потеряна при перелёте к Венере. Первый близкий (100 тыс. км) пролёт около Венеры. |

### Результаты миссий
«Венера-1» стала первым космическим аппаратом, оказавшимся в сфере действия тяготения Венеры. Впервые проведён успешный запуск на межпланетную траекторию. Во время полёта в межпланетном пространстве было подтверждено наличие солнечного ветра. Были учтены просчёты проектирования, выявленные в ходе обоих запусков: впредь приёмопередающая система не отключалась ни при каких обстоятельствах. Ещё одним выводом стала необходимость постройки наземного испытательного макета, на котором можно было бы отрабатывать нештатные ситуации, возникающие с АМС в течение полёта.

## 2МВ
Второе поколение АМС серии 2МВ запускалось в стартовое окно 1962 года для исследования Венеры и Марса. Для венерианской программы было выделено три аппарата, два из которых предназначались для посадки (индекс 2МВ-1) и один — для изучения планеты при пролёте (индекс 2МВ-2). Учитывая прошлый опыт, разработчиками была полностью перепроектирована система связи. Унифицированная космическая платформа состояла из двух частей — унифицированного орбитального отсека (одинаковый для всех аппаратов, запускаемых для исследования Венеры и Марса) и специального отсека, оснащаемого научными приборами в зависимости от цели миссии.
Ни один из аппаратов не вышел на траекторию полёта к Венере из-за аварий разгонного блока «Л» ракеты-носителя Молния. Аппараты оставались на околоземной орбите и спустя короткий срок (от 3 до 5 дней) входили в плотные слои атмосферы и разрушались.
| Название               | Дата запуска            | Стартовая площадка | Ракета-носитель   | NSSDC ID  | SCN   | Статус        | Примечания                                 |
| ---------------------- | ----------------------- | ------------------ | ----------------- | --------- | ----- | ------------- | ------------------------------------------ |
| 2МВ-1 № 3 (Спутник-19) | 25.08.1962 02:52:00 UTC | Байконур, Пл. 1    | Молния / Блок «Л» | 1962-040A | 00371 | сход с орбиты | АМС утеряна из-за аварии разгонного блока. |
| 2МВ-1 № 4 (Спутник-20) | 01.09.1962 02:24:00 UTC | Байконур, Пл. 1    | Молния / Блок «Л» | 1962-043A | 00381 | сход с орбиты | АМС утеряна из-за аварии разгонного блока. |
| 2МВ-2 № 1 (Спутник-21) | 12.09.1962 01:40:00 UTC | Байконур, Пл. 1    | Молния / Блок «Л» | 1962-045A | 00389 | сход с орбиты | АМС утеряна из-за аварии разгонного блока. |

## 3МВ
Третье поколение АМС серии 3МВ также предназначалось для исследования Венеры и Марса и разрабатывалось в двух вариантах: для посадки (3МВ-1) и для пролёта (3МВ-2). За основу был взят проект 2МВ, основными изменениями стали работы по повышению надёжности путём дублирования элементов системы ориентации.
| Название               | Дата запуска | Стартовая площадка | Ракета-носитель     | NSSDC ID  | SCN   | Статус          | Примечания |
| ---------------------- | ------------ | ------------------ | ------------------- | --------- | ----- | --------------- | --- |
| 3МВ-1А № 4А            | 19.02.1964   | Байконур, Пл. 1    | Молния-М / Блок «Л» |           |       | сход с орбиты   | АМС утеряна из-за аварии третьей ступени.                                                                             |
| Космос-27 (3МВ-1А № 5) | 27.03.1964   | Байконур, Пл. 1    | Молния-М / Блок «Л» | 1964-014A | 00770 | сход с орбиты   | АМС утеряна из-за аварии разгонного блока.                                                                            |
| Зонд-1 (3МВ-1 № 4)     | 02.04.1964   | Байконур, Пл. 1    | Молния-М / Блок «Л» | 1964-016D | 00785 | потеря связи    | Из-за разгерметизации приборного отсека произошёл отказ системы связи. Пролет АМС на расстоянии 110 000 км от Венеры. |
| Венера-2 (3МВ-4 № 4)   | 12.11.1965   | Байконур, Пл. 1    | Молния-М / Блок «Л» | 1965-091A | 01730 | частичный успех | Из-за выхода из строя системы управления основная задача не выполнена. Пролет АМС на расстоянии 24 000 км от Венеры.  |
| Венера-3 (3МВ-3 № 1)   | 16.11.1965   | Байконур, Пл. 1    | Молния-М / Блок «Л» | 1965-092A | 01733 | потеря связи    | 16 февраля 1966 система связи вышла из строя. 1 марта 1966 аппарат врезался в поверхность Венеры.                     |
| Космос-96 (3МВ-4 № 6)  | 23.11.1965   | Байконур, Пл. 1    | Молния-М / Блок «Л» | 1965-094A | 01742 | сход с орбиты   | АМС утеряна из-за аварии разгонного блока.                                                                            |

## Последующие поколения венерианских АМС
1. «Венера-4» в октябре 1967 года доставила на Венеру сферический спускаемый аппарат, который в течение 94 минут с помощью парашютной системы опускался на ночной стороне планеты. Была получена информация о том, что на высоте 25 км температура атмосферы Венеры составляет 271 °C, а давление — 17—20 атмосфер. Было установлено, что атмосфера Венеры на 90 % состоит из углекислого газа. Была обнаружена водородная корона Венеры. Если до полёта «Венеры-4» считалось, что давление на поверхности Венеры составляет 10 атмосфер, то обработка данных «Венеры-4» позволила получить новую, на порядок большую оценку — около 100 атмосфер, что было учтено при проектировании следующих аппаратов серии. Запуск 17 июня 1967 г. аналогичной АМС 3МВ-4 «Венера-67A» («Космос-167») для спуска на Венеру не удался.
2. «Венера-5» и «Венера-6» в мае 1969 года вошли в ночную атмосферу Венеры и передали уточнённые данные о более глубоких слоях атмосферы. Во время перелёта были получены новые данные о структуре потоков плазмы (солнечного ветра) вблизи Венеры.
3. «Венера-7» запущена 17 августа 1970 года, 15 декабря 1970 года достигла Венеры. Её спускаемый аппарат был полностью переделан по сравнению с предыдущими станциями («Венера-4, 5, 6»), и был рассчитан на давление, на порядок большее — 180 атмосфер, что позволило впервые в мире совершить мягкую посадку на поверхность Венеры работоспособного аппарата (предыдущие станции были разрушены атмосферным давлением на высотах от 18 до 28 км). Информация передавалась 53 минуты, в том числе 20 минут — с поверхности (первый случай радиосвязи с поверхности другой планеты). Из-за выхода из строя коммутатора, из всех установленных приборов были получены только данные термометра. Тем не менее, по интегрированию доплеровского сдвига сигнала удалось привязать данные о температуре к высоте. По полученным данным был выявлен адиабатический характер изменения температуры, что по данным измерений предыдущих станций позволило рассчитать распределение давления и плотности атмосферы Венеры по высоте вплоть до поверхности: у поверхности давление атмосферы Венеры составило 90 ± 15 атмосфер, а температура — 475 ± 20 °C. Запуск 22 августа 1970 г. аналогичной АМС 3МВ-4 «Венера-70A» («Космос-359») для посадки на Венеру не удался.
4. «Венера-8», запущена 27 марта 1972 года, и 22 июля 1972 года, через 117 суток после старта достигла Венеры, впервые осуществив мягкую посадку на её дневной стороне. Спускаемый аппарат был вновь переделан — снижение расчётного рабочего давления до 105 атмосфер (вместо 180 на «Венере-7») позволило облегчить его почти на 40 кг, что позволило разместить на станции дополнительные приборы — фотометр и прибор для измерения концентрации аммиака. Одной из целей было измерение освещённости, необходимое для последующего фотографирования поверхности. Впервые была измерена освещённость на поверхности планеты (она оказалась такой же, как на Земле в пасмурный день), была измерена концентрация аммиака на высотах 33 и 46 км, с помощью гамма-спектрометра было впервые проведено исследование грунта другой планеты. По доплеровскому смещению сигнала во время спуска была измерена скорость ветра на разных высотах. Программа полёта станции «Венера-8» была выполнена полностью. Запуск 31 марта 1972 г. аналогичной АМС 3МВ-4 «Венера-72A» («Космос-482») для посадки на Венеру не удался.
5. «Венера-9» и «Венера-10» — тяжёлые АМС нового третьего поколения, разработанные, как и все последующие, в НПО им. Лавочкина. Спускаемые аппараты станций «Венера-9» и «Венера-10» в октябре 1975 года совершили посадку на дневной стороне планеты на расстоянии около 2000 км друг от друга. Спустя две минуты после посадки начиналась передача телевизионной панорамы. Это были первые в мире фотографии, переданные с поверхности другой планеты. Была измерена плотность грунта и содержание естественных радиоактивных элементов. Передача информации со спускаемого аппарата длилась 53 минуты. Сами станции продолжали полёт, выйдя на двухсуточные сильно вытянутые эллиптические орбиты Венеры, и стали таким образом первыми в мире искусственными спутниками Венеры.
6. «Венера-11» и «Венера-12» в декабре 1978 года совершили посадку на дневную сторону Венеры. В комплексе измерений параметров атмосферы планеты велась регистрация электрических разрядов. Передача изображений с поверхности не удалась.
7. «Венера-13» и «Венера-14» — спускаемые аппараты станций в марте 1982 года совершили мягкую посадку на поверхность планеты. Впервые были получены цветные изображения поверхности и проведён прямой анализ грунта планеты. Также СА имели микрофоны, производилась передача звука с поверхности (в продетектированном[прояснить] виде)[6][неавторитетный источник].
8. «Венера-15» и «Венера-16» в октябре 1983 года стали искусственными спутниками Венеры. В течение нескольких месяцев передавали на Землю радиолокационные изображения[7] поверхности Венеры с разрешением в 1—2 км.

Дальнейшим продолжением программы «Венера» в СССР стала программа «Вега» по исследованию Венеры (посадочными аппаратами и аэростатами в атмосфере), а также кометы Галлея. АМС «Вега-1» и «Вега-2» запущены в июне 1985 г.
В постсоветской России есть проекты по запуску к Венере АМС «Венера-Д» и позже АМС «Венера-Глоб».